# Madeira (rzeka)
Madeira – rzeka w Boliwii i Brazylii, gdzie przepływa przez stany Rondônia i Amazonas. Jest prawym dopływem Amazonki. Jej długość wynosi 3230 km wraz z Mamoré. Powierzchnia dorzecza 1158 km². Od Porto Velho żeglowna. Wypływa z Kordyliery Wschodniej. W górnym biegu licznie występują wodospady.

## Dopływy
- Abuna[2] (lewy)
- Beni (lewy)
- Aripuanã[1] (prawy)
- Jamari (prawy)
- Jiparaná (prawy)
- Ipixuna (prawy)
- Marmelos (prawy)
- Manicoré (prawy)
- Canumã (prawy)

## Miasta położone nad rzeką
- Nova Mamoré
- Abuná
- Porto Velho
- Humaitá
- Jurará
- Manicoré
- Novo Aripuanã
- Borba
- Nova Olinda do Norte
- Autazes
- Urucurituba